# Contrapasso
«Contrapasso» es el quinto episodio de la serie de televisión de intriga y ciencia ficción de HBO Westworld. Se emitió el 30 de octubre de 2016. El título hace referencia a una de las pocas reglas del Infierno de Dante: el contrapaso es la idea de que todo pecador debe tener un castigo igual y adecuado al crimen (la antigua ley del Talión).
El episodio recibió reseñas positivas de la crítica.

## Trama
Dentro de las operaciones de Westworld, el Dr. Ford interroga a Dolores sobre la muerte de Arnold, ya que ella fue la última anfitriona en interactuar con él. Dolores le dice al Dr. Ford que las últimas palabras de Arnold para ella fueron destruir el parque, pero que nunca lo hizo. Sin información nueva, el Dr. Ford se va, luego de lo cual Dolores habla de que el Dr. Ford desconoce sus planes y no ha revelado nada. En otra parte, Elsie investiga el cuerpo del huésped antes de ser incinerado y encuentra un transmisor de satélite oculto en su interior. Ella informa a Bernard, sugiriendo que alguien está tratando de sacar de contrabando datos de Westworld a través de los anfitriones.
En Westworld, el Hombre de Negro continúa su búsqueda de Wyatt con los anfitriones Lawrence y Teddy. Las heridas de Teddy son graves, y el Hombre mata a Lawrence para transfundir su sangre a Teddy. Los dos continúan en una taberna y se encuentran con el Dr. Ford, quien le pregunta al hombre por qué busca el laberinto. El Hombre dice que está buscando «algo verdadero» y que Arnold tenía «una historia más que contar». El Dr. Ford no interviene, viendo esto como un viaje de autodescubrimiento.
Dolores, William y Logan viajan con Slim a la ciudad de Paria. En el camino, Logan le cuenta a William cómo su compañía pudo comprar el parque después de la muerte de Arnold. En Paria, se encuentran con El Lazo, el jefe de Slim y el líder de una pandilla con estrechos lazos con los Confederados, los exsoldados Confederados. Se revela que El Lazo es el mismo anfitrión que Lawrence. Logan le pide a El Lazo que les ayude a unirse a los Confederados; El Lazo acepta solo si roban un vagón del ejército que contiene nitroglicerina que los Confederados le pidieron que procurara. Mientras William intenta robar el carro por métodos no violentos, Logan se mete en una pelea, que mata a Slim y requiere que William mate a los guardias. A su regreso, El Lazo les da la bienvenida a las filas de los Confederados. William y Logan discuten sobre el robo, pero al final Logan le recuerda a William que no sería el vicepresidente ejecutivo de Delos Inc. sin la ayuda de Logan. Dolores, mientras tiene visiones preocupantes de una iglesia y encuentra el centro del laberinto, tropieza alrededor de Paria. Ella ve a El Lazo y su pandilla reemplazando la nitroglicerina robada con tequila. Ella le advierte a William sobre la doble cruz de El Lazo, pero él sigue siendo apático después de su discusión con Logan. Ella lo rompe con un beso apasionado, diciéndole que no puede escapar del parque sin él. William y Dolores huyen, dejando que Logan sea capturado por los Confederados cuando se descubre la doble cruz. William y Dolores logran abordar un tren, donde encuentran a El Lazo viajando con varios ataúdes que contienen cuerpos embalsamados con la nitroglicerina; Dolores ve el símbolo de laberinto marcado en la parte superior de los ataúdes. El Lazo se rinde ante ellos y les dice que lo llamen «Lawrence».
Después del tiroteo en el salón, la dañada anfitriona Maeve es llevada al técnico Félix para reparación. Mientras Félix trabaja para restaurar la vida de un ave, Maeve de repente se enfrenta a él y le dice que necesitan hablar.

## Producción
El guion de «Contrapasso» fue escrito por la cocreadora de la serie, Lisa Joy, a partir de una historia de Dominic Mitchell y Joy.

### Filmación
El episodio fue dirigido por Jonny Campbell. El diseñador de producción Zack Grobler se inspiró en diversas culturas como América Latina y África para crear la ciudad de Paria.

### Música

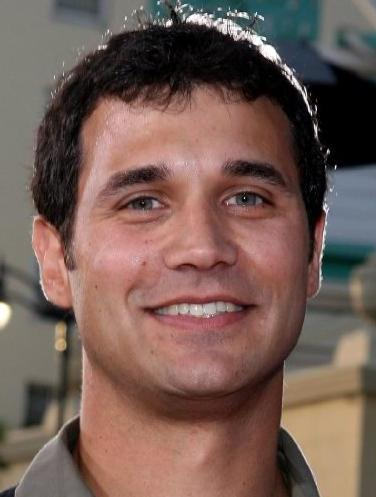
El compositor Ramin Djawadi creó la partitura musical del episodio.

En una entrevista, el compositor Ramin Djawadi habló sobre la canción «Something I Can Never Have» de Nine Inch Nails, que se tradujo en el episodio. Dijo: «Puedes imaginarte que en alguna parte de la habitación un cuarteto de cuerdas está interpretando esta canción, en este escenario, ¿verdad?».
El episodio también presenta la pieza clásica «Claro de Luna», del compositor francés Claude Debussy, que Ford toca en el piano cuando Teddy y el Hombre de Negro entran al bar. Cuando Ford abandona el bar, chasquea los dedos y toca una versión muy acelerada y ligeramente dañada de «Pine Apple Rag» de Scott Joplin. Djawadi es citado diciendo: «Eso es sobre el control, solo muestra el poder que tiene».

## Recepción

### Audiencias
«Contrapasso» fue visto por 1,49 millones de hogares estadounidenses en su emisión. El episodio también adquirió una audiencia de 0,7 en el grupo demográfico 18–49. En el Reino Unido, el episodio fue visto por 1,07 millones de espectadores en Sky Atlantic.

### Respuesta crítica
«Contrapasso» recibió reseñas positivas de los críticos. El episodio actualmente tiene una puntuación del 91% en Rotten Tomatoes y tiene una calificación promedio de 8.4 sobre 10, basado en 23 reseñas. El consenso del sitio dice: «Westworld revela sutilmente más capas de su trama multitudinaria y agrega algunos giros sustanciales en la desconcertante quinta entrega, 'Contrapasso'».
Eric Goldman, de IGN, reseñó el episodio de manera positiva y dijo: «En el punto medio de la temporada, Westworld no se está conteniendo. Los fascinantes despertares dobles de Dolores y Maeve se están moviendo rápidamente, con Dolores dentro del parque subvirtiendo por completo su rol previsto, mientras que Maeve está buscando respuestas dentro del laboratorio. Las preguntas que se plantean en este punto, tanto sobre la historia del parque como de qué manera se está desarrollando gran parte de lo que estamos viendo, que también están aumentando de manera convincente, aunque, por supuesto, eso también aumenta la presión para que la serie ofrezca respuestas satisfactorias a largo plazo». Le dio una puntuación de 9 de 10. Scott Tobias de The New York Times escribió en su reseña del episodio; «Una de las teorías más populares de los fanáticos de Westworld sostiene que el Hombre de Negro y William son los mismos personajes en líneas de tiempo separadas, pero sin complacer demasiado esa teoría, este episodio sugiere algunos paralelos significativos». Zack Handlen, de The A.V. Club, escribió en su crítica: «Hay un impulso para el final, pero no está enfocado. Y en realidad, es por eso que 'Contrapasso' me preocupa. La serie claramente va a alguna parte, pero estoy empezando a preguntarme si el destino va a valer la pena». Le dio al episodio una B.
Liz Shannon Miller, de IndieWire, escribió en su crítica: «'Contrapasso' destaca uno de los temas más grandes de Westworld: la importancia del propósito en nuestra vida moderna. El recuerdo de Ford de un perro galgo mascota, que finalmente se encontró con la presa que había estado persiguiendo toda su vida, habló de las explicaciones más tempranas del parque, solo destacadas por las revelaciones del Hombre de Negro sobre el mundo más allá de las fronteras del parque, donde la sociedad humana teóricamente está experimentando una edad de oro de abundancia, pero sin un impulso real». Ella le dio al episodio una A-. James Hibberd de Entertainment Weekly escribió en su crítica, «Los escritores de Westworld ya no nos toman de las manos con esto y asumimos que nos mantenemos al día». Le dio al episodio una B+.  Catherine Gee de The Daily Telegraph escribió en su reseña: «El argumento se volvió cada vez más grueso, y más retorcido, en la quinta entrega del más reciente gran drama de HBO». David Crow de Den of Geek dijo en su crítica: «El viaje de esta noche a Ford y el paraíso de los pistoleros de Arnold fue el episodio más asombroso de Westworld hasta la fecha». Le dio al episodio una puntuación perfecta. Erik Kain de Forbes también reseñó el episodio y dijo: «Dicho todo esto, otro gran episodio con tanto que repasar que es un desafío escribir acerca de ello. Hay pocos programas con tantas piezas en movimiento y mucha niebla oculta como para mirar a través».